# Abererch
Abererch, walisisch Afon-erch, ist eine Kleinstadt und frühere selbständige Gemeinde am River Erch auf der Lleyn-Halbinsel (Pen Llŷn) im County Gwynedd, Wales. Der Ort gehört zum ehemaligen Cantref Eifionydd. Seit 1934 ist Abererch bei Llannor eingemeindet. Es handelt sich um einen Ort, in dem mehrheitlich Walisisch gesprochen wird. In Abererch gibt es einen Kindergarten, eine primary school und eine Bahnstation.

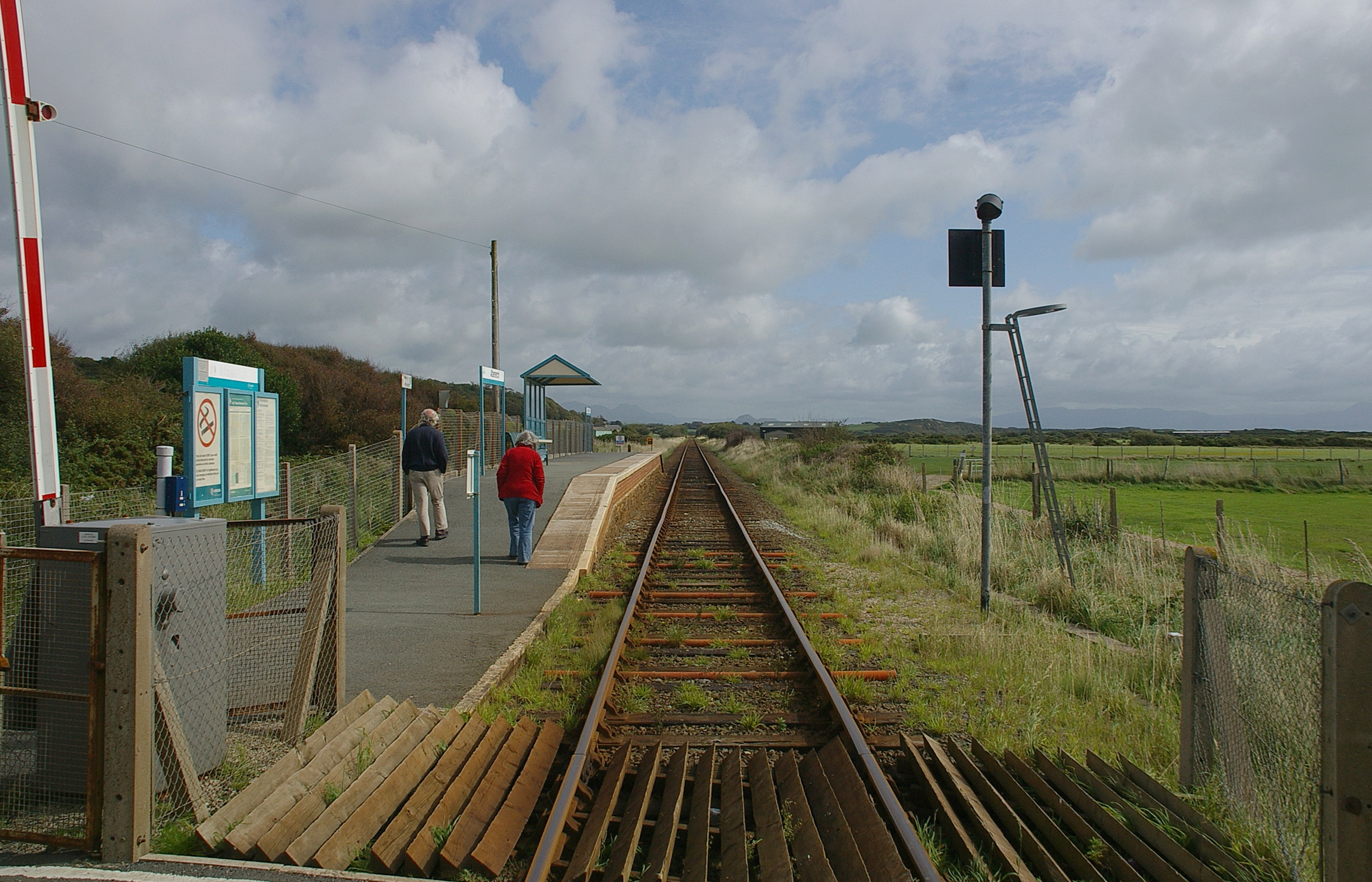
Railway station

Die Station liegt an der Bahnstrecke vom Strand in den Ort und weiter nach Pwllheli, der Distriktshauptstadt. Ursprünglich wurde die Bahnstrecke von der Aberystwyth and Welsh Coast Railways, einer Nebenbahn der Cambrian Railways (Llinell Cambria) betrieben und war an das Netz der Great Western Railway angebunden. Nach der Verstaatlichung war sie ein Teil der London Midland Region der British Railways, bis sie wieder als Cambrian Coast Railways privatisiert wurde. Die Station ist unbesetzt, Züge halten hier nur nach Bedarf.
Nach der Gedichtesammlung Englynion y Beddeu („Die Strophen der Gräber“) soll sich das Grab des Königs Rhydderch Hael von Alt Clut in Abererch befinden. Eine Lokalisation ist allerdings bisher nicht gelungen.